# Закон о запрете на сокрытие лица во Франции
Закон о запрете на сокрытие лица во Франции (фр. LOI n° 2010-1192: Loi interdisant la dissimulation du visage dans l'espace public, «Закон 2010—1192: Акт о запрете сокрытия лица в публичных местах») — принятый 14 сентября 2010 года Сенатом Франции закон, в соответствии с которым было запрещено ношение скрывающей лицо одежды, в том числе масок, шлемов, балаклав, никабов и других способов сокрытия лица, за исключением специально оговорённых случаев. Запрет также распространяется на бурку, а также одежде на всё тело, если она скрывает лицо. Соответственно, такая одежда и зентай также попали под запрет. 13 июля 2010 года закон был одобрен Национальным Собранием Франции.
Сторонники запрета высказывают следующие аргументы:
1. сокрытие лица препятствует точной идентификации человека;
2. требование женщин к сокрытию лица является проявлением сексизма;
3. мусульмане должны отказаться от следования религии и принять традиционные социальные нормы Франции.

В свою очередь, противники запрета считают, что запрет:
1. является нарушением личных свобод;
2. является проявлением дискриминации по отношению к мусульманам, соблюдающим требуемый исламом запрет на сокрытие лица;
3. лишает женщин, желающих придерживаться строгости в одежде, свободы выбора;
4. лишает людей анонимности в ситуациях, когда это может необходимым по личным или социальным причинам.

По состоянию на 11 апреля 2011 года запрещено ношение одежды или масок, скрывающих лицо, в публичных местах, таких, как улицы, магазины, музеи, общественный транспорт и парки. Запрет не распространяется на предметы одежды, скрывающие лицо, например, чадра не подпадает под запрет. Запрет распространяется на всех граждан, в том числе мужчин и немусульман, за исключением ряда случаев (например, при езде на мотоцикле или при проведении работ, требующих сокрытия лица) или в случае особых мероприятий (карнавалы). Нарушение закона карается штрафом в размере до 150 € и/или принудительным участием в образовательных программах. Также законом предусмотрено наказание в виде штрафа в размере 30’000 € и один год тюремного заключения для тех, кто принуждает (насилием, угрозами или применением силы) другого человека скрывать лицо. Наказание может быть утяжелено вдвое, если жертве меньше 18 лет.
Единственная ситуация, в которой женщине дозволено носить никаб, — если она передвигается на частной машине или находится в месте религиозного поклонения. По данным полиции Франции, из пяти миллионов французских мусульман менее двух тысяч покрывают лицо. Ношение религиозных символов в школах было запрещено ещё принятым в 2004 году законом. В соответствии с ним было запрещено ношение религиозной одежды, скрывающей лицо, а также хиджабов, тюрбанов, и других отличительных предметов одежды[прояснить].
Закон был оспорен в ЕСПЧ, который подтвердил правомерность закона, согласившись с правительством Франции, что закон основан на «определённой идее совместного существования».

## Предыстория
Разработка закона парламентом Франции началась ещё в 2009 году, после того как президент Николя Саркози заявил, что сокрытие лица по религиозным причинам является «нежелательным» во Франции. Также Саркози заявил, что целью закона является защита женщин от принуждения скрывать свои лица, а также поддержка секуляризма во Франции. Опрос, проведённый, показал, что 80 % граждан Франции, имеющих право голосовать на выборах, поддержали запрет. По оценкам, запрет мог коснуться приблизительно 2000 женщин.
В 2010 году нижняя палата парламента Бельгии одобрила законопроект о запрете на сокрытие лица, но вследствие политического кризиса дальнейшее развитие данная законодательная инициатива не получила.
По состоянию на 2010 год, когда во Франции обсуждался законопроект о запрете на сокрытие лица, схожие инициативы рассматривались в Нидерландах и Испании. В Италии закон о запрете на сокрытие лица также обсуждался, но был признан неконституционным, схожие дебаты прошли в Австрии, в то же время в Германии, Великобритании и Швейцарии на тот момент такие законопроекты не предлагались, хотя в Великобритании было выпущено указание оставить данный вопрос на руководителям школ и магистратов.
Фадела Амара, мусульманка, входившая в состав правительства Франции, заявила: «сокрытие лица — зрительный символ угнетения женщин, и следовательно ему нет места в смешанном, секулярном пространстве государственной школьной системы Франции».

## Закон
При рассмотрении закона в Национальном собрании он получил 335 голосов за и один против. Даниэль Гарриг, единственный сенатор, голосовавший против закона, заявил, что «борясь с экстремизмом, мы рискуем скатиться к тоталитарному обществу». Затем закон был рассмотрен в Сенате, «за» проголосовало 246 человек, «против» — 1, 100 — воздержались. В соответствии с законом запрещено сокрытие лица в публичных местах, он распространяется в том числе и на иностранных туристов, въезжающих во Францию. 7 октября 2010 года Конституционный совет Франции признал закон соответствующим Конституции, он вступил в силу через 6 месяцев после опубликования в «Journal Officiel».

## Реакция
Великий муфтий крупнейшей и самой влиятельно во Франции парижской мечети Далиль Бубакёр выступал в парламенте во время подготовки законопроекта. По его мнению, ношение никаба не предписано исламом, никаб во Франции в современных условиях ассоциируется с радикализацией и уголовным поведением, а его ношение несовместимо с французской концепцией секулярного государства. Но всё же Бубакёр считает, что вследствие трудностей, ожидаемых в случае законодательного запрета, было бы лучше рассматривать каждый случай в отдельности. Президент французского исламского совета Мохаммед Муссауи заявил, что выступает против законодательного запрета, по его мнению лучшей тактикой была бы пропаганда в среде мусульманок против полного сокрытия лица.
В июле 2010 года в столице Пакистана Карачи прошла акция протеста, в которой приняли участие сотни человек. Председатель пакистанской партии «Джамаат-и-ислами» потребовал от ООН оказать давление на Францию. Председатель панмалайзийской исламской партии Нашарудин Мат Иса заявил, что запрет вызвал гнев у мусульман всего мира, но он надеется, что это не спровоцирует актов террора.